# Kevin Connauton
Kevin Connauton (* 23. Februar 1990 in Edmonton, Alberta) ist ein kanadischer Eishockeyspieler, der seit Juli 2024 bei den Utah Mammoth aus der National Hockey League (NHL) unter Vertrag steht und parallel für deren Farmteam, die Tucson Roadrunners, in der American Hockey League (AHL) auf der Position des Verteidigers spielt. Zuvor war Connauton in der Liga bereits für die Dallas Stars, Columbus Blue Jackets, Arizona Coyotes, Colorado Avalanche, Florida Panthers und Philadelphia Flyers aktiv.

## Karriere
Connauton begann seine Karriere in den regionalen Jugendligen der Provinz Alberta und spielte in der Saison 2007/08 für die Spruce Grove Saints in der Alberta Junior Hockey League, bevor er an die US-amerikanische Western Michigan University wechselte und für die dortige Eishockeymannschaft in der Central Collegiate Hockey Association spielte. Im NHL Entry Draft 2009 wurde Connauton in der dritten Runde an insgesamt 83. Stelle von den Vancouver Canucks ausgewählt, nachdem er im Vorjahr unberücksichtigt geblieben war.
Auf Bestreben der Canucks wechselte der Verteidiger zur Saison 2009/10 zurück nach Kanada, zu den Vancouver Giants aus der Western Hockey League. In seiner Debütsaison gelang ihm mit 72 Punkten aus 69 Spielen der Durchbruch, als er die Spielzeit als punktbester Verteidiger und erfolgreichster Rookie der Liga abschloss. Connauton wurde daraufhin ins All-Star Team der Western Conference und ins All-Rookie Team der Canadian Hockey League gewählt. Mit 72 Punkten und 24 Toren in einer Saison setzte er zudem Franchise-Rekorde für einen Verteidiger der Giants.

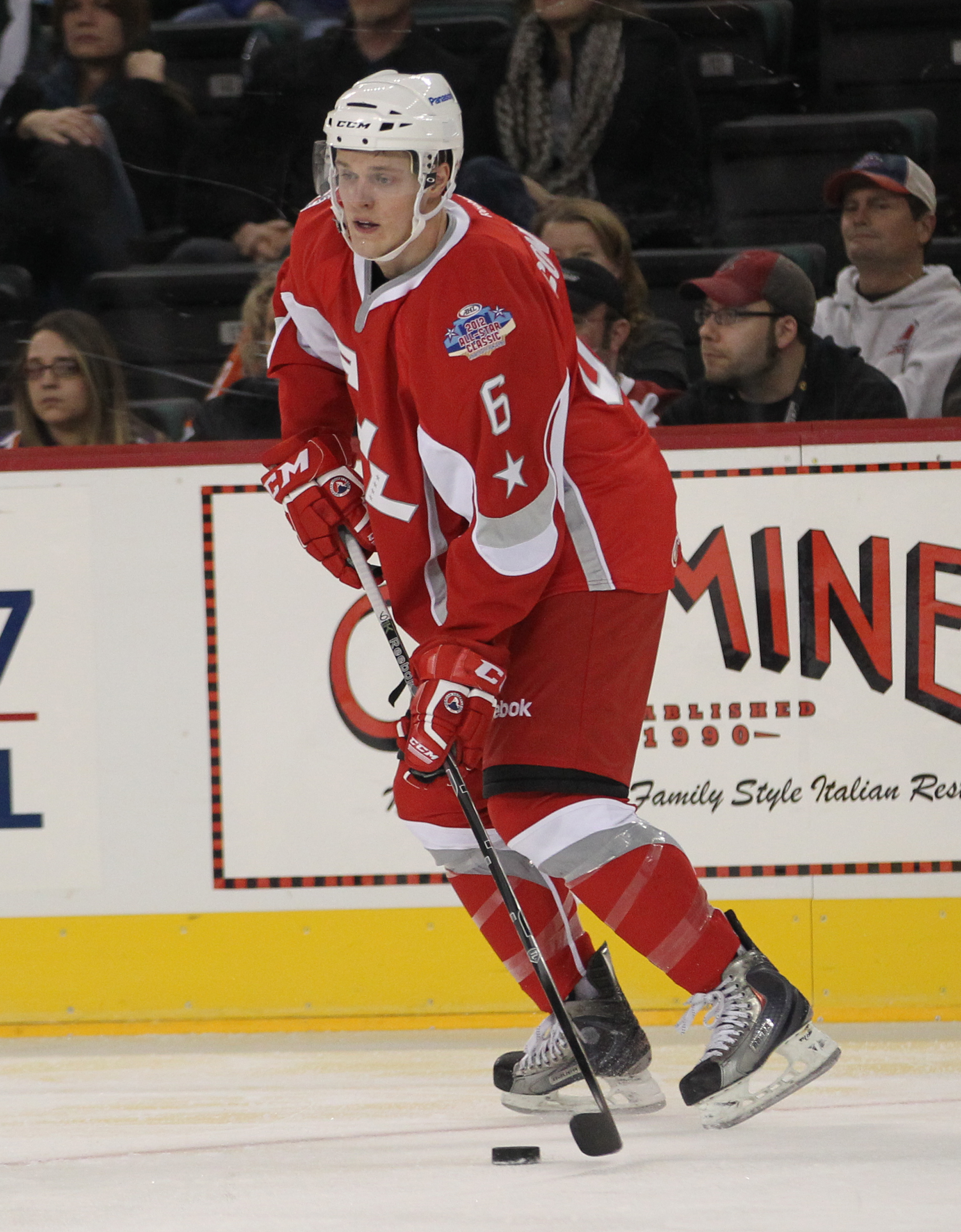
Kevin Connauton beim AHL All-Star Classic 2012

Im April 2010 unterzeichnete Connauton einen Einstiegsvertrag über drei Jahre mit den Canucks und spielte zunächst für deren Farmteam, die Manitoba Moose, in der American Hockey League. Nach einer Saison wechselten die Canucks ihren Kooperationspartner in der AHL, sodass der Kanadier in den folgenden beiden Spielzeiten für die Chicago Wolves auflief. In der Saison 2011/12 wurde der Verteidiger zum AHL All-Star Classic eingeladen, wo er mit einer gemessenen Geschwindigkeit von 99,4 mph (160 km/h) den Hardest Shot Contest gewann.
Nach drei Spielzeiten in der Organisation der Canucks wurde Kevin Connauton gemeinsam mit einem Zweitrunden-Wahlrecht für den NHL Entry Draft 2013 im Austausch für Derek Roy zu den Dallas Stars transferiert. Diese verlängerten seinen Vertrag nach Saisonende um drei Jahre. Zu Beginn der Saison 2013/14 gelang dem Verteidiger der Sprung in den NHL-Kader der Stars, sodass er am 24. Oktober 2013 im Spiel gegen die Calgary Flames sein Debüt in der National Hockey League gab. Nachdem er anschließend für kurze Zeit wieder in die AHL beordert wurde, etablierte sich Connauton ab Dezember 2013 im Aufgebot der Stars und schloss seine Debütsaison mit sieben Punkten aus 36 Einsätzen ab. Nach acht Spielen in der Saison 2014/15 wurde er auf die Waiverliste gesetzt, wo ihn die Columbus Blue Jackets auswählten. In 54 Spielen für die Blue Jackets erzielte der Verteidiger neun Tore und bereitete zehn vor.
Nachdem Connauton in der Saison 2015/16 zunächst 27 Partien für die Blue Jackets bestritten hatte, wurde er im Januar 2016 erneut auf die Waiverliste gesetzt und anschließend von den Arizona Coyotes verpflichtet. Dort fand der Abwehrspieler schließlich für die folgenden dreieinhalb Jahre eine sportliche Heimat, ehe er im Juni 2019 im Tausch für den Schweden Carl Söderberg an die Colorado Avalanche abgegeben wurde. Colorado erhielt darüber hinaus ein Drittrunden-Wahlrecht im NHL Entry Draft 2020. Bei der Avalanche wurde er in der Saison 2019/20 überwiegend in der AHL bei den Colorado Eagles eingesetzt, ehe sein auslaufender Vertrag im Oktober 2020 nicht verlängert wurde. Als Free Agent ist er seither auf der Suche nach einem neuen Arbeitgeber, wobei er sich im Dezember 2020 vorerst probeweise (professional tryout contract) den Florida Panthers anschloss. Dies mündete im Januar 2021 in einem festen Engagement, ehe er im Dezember desselben Jahres über den Waiver von den Philadelphia Flyers ausgewählt wurde, die damit seinen laufenden Vertrag übernahmen. Nach der Saison 2022/23 wurde er im Juni 2023 in einem größeren Tauschgeschäft, das letztlich Iwan Proworow zu den Columbus Blue Jackets brachte, zu den Los Angeles Kings transferiert. Nach einem Jahr in LA wechselte er im Juli 2024 als Free Agent zum Utah Hockey Club, kam dort im Verlauf der Saison 2024/25 aber ausschließlich bei den Tucson Roadrunners in der AHL zum Einsatz.

## Erfolge und Auszeichnungen
- 2010 WHL First All-Star Team
- 2010 CHL All-Rookie Team
- 2012 Teilnahme am AHL All-Star Classic

## Karrierestatistik
Stand: Ende der Saison 2024/25
(Legende zur Spielerstatistik: Sp oder GP = absolvierte Spiele; T oder G = erzielte Tore; V oder A = erzielte Assists; Pkt oder Pts = erzielte Scorerpunkte; SM oder PIM = erhaltene Strafminuten; +/− = Plus/Minus-Bilanz; PP = erzielte Überzahltore; SH = erzielte Unterzahltore; GW = erzielte Siegtore; 1 Play-downs/Relegation; Kursiv: Statistik nicht vollständig)